# Cavall de Berkley

El cavall de Berkley és un aparell de BDSM, presumptament dissenyat per Theresa Berkley el 1828. Es referia a ell com a "chevalet". Segons el compte d'Henry Spencer Ashbee:
Una màquina notòria va ser inventada per la senyora Berkley per pegar els senyors, la primavera de 1828. És capaç de ser oberta fins a una extensió considerable, a fi de portar el cos a qualsevol angle que podria ser desitjable. Hi ha una empremta a les memòries de la senyora Berkley, representant un home a la màquina bastant despullat. Una dona seu en una cadira exactament sota la màquina, amb la seva panxa, mamella i pèl púbic exposats: fa manualitats, mentre la senyora Berkley fustiga els seus posteriors.
Continua:
Quan la nova màquina va ser inventada, el dissenyador li va dir que portaria seu nom després de la seva mort; va fer que es parlés d'ella, i li va donar un bon negoci. […] El cavall original és entre els models de la Societat d'Arts al Adelphi, i va ser presentat pel Doctor Vance, el seu executor.
En un carta supervivent, un client parla sobre el cavall i diu que Berkley oferia aquests preus pels seus serveis: "una lliura esterlina per la primera marca sang, dues lliures esterlines si la sang arriba als meus talons, tres lliures esterlines si els meus talons són banyats en sang, quatre lliures esterlines si la sang arriba al terra, i cinc lliures esterlines si tens èxit en fer-me perdre la consciència."
La Societat d'Arts al Adelphi és ara la Societat Reial d'Arts: van agafar possessió del Cavall el 1837, amb l'exposició pública promoguda per l'editor radical George Cannon. Una il·lustració de l'aparell és reproduïda en l'edició original de 1880, Índex Librorum Prohibitorum, d'Ashbee, però omès en la reimpressió de 1969. És incert si el dispositiu original va ser conservat per la Societat Reial d'Arts.